# Uria aalge
L'ùria comune (Uria aalge (Pontopiddan, 1763)) è un uccello della famiglia Alcidae.

## Descrizione
L'uria comune presenta una livrea marrone nerastra superiormente e bianca inferiormente, il collo è sottile e le sue proporzioni sono meno tozze di quelle della gazza marina, il becco è sottile, scuro, lungo e appuntito. Presenta anche una striscia bianca sulle ali. Le zampe palmate sono nere o grigiastre, a terra ha un portamento eretto. Gli adulti hanno una lunghezza di 38–45 cm e un peso di 0,85-1,1 kg; non presenta dimorfismo sessuale.

## Biologia

### Alimentazione
Si nutre di pesci e piccoli invertebrati che cattura inseguendoli sott'acqua anche per vari minuti; grazie alle ali brevi e appuntite è abile sia nel nuoto che nel volo (rapido ma solo su brevi distanze); per tuffarsi in acqua non sbatte le ali, anche quando discende dalle scogliere.

### Riproduzione
Nel periodo riproduttivo le urie si riuniscono e formano colonie di migliaia di individui (spesso miste con altri uccelli marini), su sporgenze rocciose a picco sul mare con una densità di circa 20 coppie per metro quadrato, dove il territorio di una coppia corrisponde allo spazio occupato dagli individui. Le colonie si trovano spesso in prossimità di zone ad alta pescosità per via della presenza di plancton.

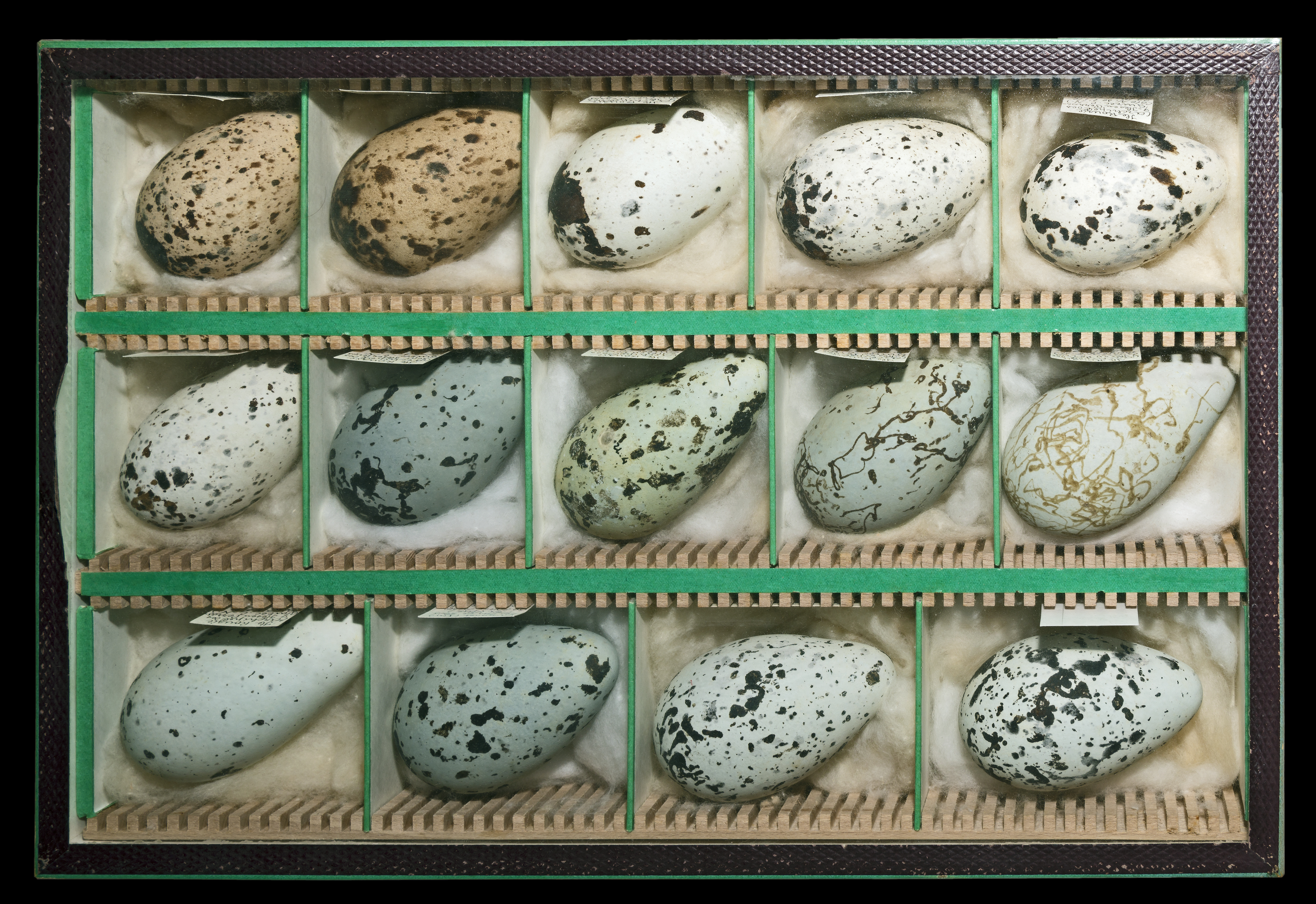
Uova

La coppia (monogama) deposita un solo uovo all'anno direttamente sulla roccia o sulla nuda terra e lo cova stando in piedi direttamente sulla roccia della scogliera.
L'uovo è piriforme (forma a pera), il che è da mettere in relazione al fatto che l'uria cova direttamente sulla roccia della scogliera e tale forma riduce la possibilità che l'uovo rotoli verso il mare. Le uova sono inoltre di colore diverso e presentano macchiettature brune diverse da uovo a uovo per permettere ai genitori di riconoscerle. La cova dell'uovo (che pesa il 10% del peso della madre) dura 30-35 giorni, ma già due giorni prima della schiusa i piccoli rompono la camera d'aria dell'uovo e pigolano stabilendo un contatto con i genitori. Il pulcino, rivestito da un piumino grigio-nero, per i primi 4-7 giorni deve essere scaldato dai genitori (come per altri nidifughi), dopo il quinto giorno spuntano le penne e dopo 3 settimane, con il piumaggio di transizione completo, i piccoli, che pesano un quarto di un adulto, sono pronti a lasciare il nido per completare il loro sviluppo in mare. Per nutrirlo i genitori portano al nido un solo pesce nel becco e per questo devono fare molti viaggi in mare. Dopo 3 settimane i genitori chiamano dal mare i figli, che si buttano anche da 20–50 m d'altezza (non sapendo volare); ma grazie all'elasticità delle ossa e alla loro leggerezza, gli eventuali impatti sulle rocce sono meno pericolosi.
I suoi predatori naturali sono stercorari, corvi imperiali, rapaci  e pesci predatori in mare.

## Distribuzione e habitat

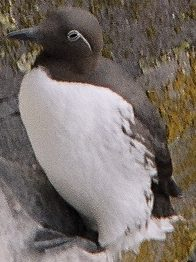
U. aalge aalge, varietà "dalle redini"

Nidificano in affollate colonie su isole, coste rocciose e scogliere in:
- Coste dell'oceano Atlantico, in Nord America fino al limite sud del Nuovo Brunswick, e in Europa scendendo a sud fino al Portogallo.
- Le coste del Pacifico dall'Alaska e dalla Columbia Britannica scendendo fino alla California.

## Tassonomia
Sono state descritte 5 sottospecie:
- Uria aalge aalge (Pontoppidan, 1763) - sottospecie nominale diffusa nelle aree costiere di Canada, Islanda, Scozia, Norvegia meridionale e del mar Baltico; una varietà detta "dalle redini" ha un anello bianco attorno all'occhio e una linea bianca che partendo dall'occhio si spinge indietro.
- Uria aalge hyperborea Salomonsen, 1932 - presente dalla Norvegia settentrionale	sino alle Svalbard e alla Russia nord-occidentale
- Uria aalge albionis Witherby, 1923 - dal colore marrone scuro, con areale che si estende dalle isole Britanniche sino alla penisola iberica
- Uria aalge inornata Salomonsen, 1932 - presente in Corea, Giappone, mar di Bering, Alaska e Canada sud-occidentale
- Uria aalge californica (H.Bryant, 1861) - diffusa sulla costa orientale degli Stati Uniti, sino alla California

## Curiosità
Le urie sono fonte di sostentamento per le popolazioni del nord che ogni anno raccolgono dalle colonie circa 2 milioni di uova, raccolte sulle scogliere da uccellatori esperti, e 1 milione di adulti (in genere conservati sotto sale). Queste cacce però sono controllate e non mettono in pericolo la popolazione.